# 喀尔交镇
喀尔交镇，是中华人民共和国新疆维吾尔自治区阿勒泰地区吉木乃县下辖的一个乡镇级行政单位。
2014年10月21日，新疆维吾尔自治区人民政府批复同意撤销喀尔交乡建制，设立喀尔交镇。

## 行政区划
喀尔交镇下辖以下地区：
喀尔交村、喀拉吉拉村、萨尔布拉克村、阔克阔拉村、布尔合斯太村、克孜勒阔拉村和萨帕克村。